# كليم كامبل
كليم كامبل هو سياسي أسترالي، ولد في 16 أغسطس 1948 في بريزبان في أستراليا. نشط حزبياً في حزب العمال الأسترالي. وقد انتخب عضو المجلس التشريعي لولاية كوينزلاند ‏ عن دائرة Electoral district of Bundaberg ‏.